# Бельские (партизаны)
Бе́льские (бел. Бельскія) — четыре брата (Тувья, Асаэль, Зусь и Арон), создавшие во время Второй мировой войны в Беларуси крупнейший за весь период войны еврейский партизанский отряд.

Тувья, Асаэль и Зусь Бельские

## До 1941 года
Предки семьи Бельских в XIX веке поселились в деревне Станкевичи, недалеко от Налибокской пущи. Они были в этой деревне единственной еврейской семьей.
В начале XX века семья Давида и Белы Бельских пережили немецкую оккупацию, после окончания Первой мировой войны жили при Польше, после 1939 года стали гражданами СССР. В семье было 11 детей. Отношения с соседями не всегда складывались гладко: был случай, когда братьям Бельским пришлось силой остановить попытку захвата части их земли.
Старший сын Давида и Белы — Тувья — родился в 1906 году, учился в религиозной еврейской школе, затем в польской. Знал 6 языков — идиш, русский, белорусский, польский, иврит и немецкий. Служил в польской армии и дослужился до унтер-офицера. В приданое за женой ему достался небольшой магазин.
Двух младших братьев Тувьи — Асаэля и Зуся — после вхождения Западной Беларуси в СССР призвали в Красную Армию.
Незадолго до нападения Германии на СССР НКВД начало акцию по выявлению «буржуазных элементов» и высылке их в Сибирь. Тувья, будучи владельцем магазина, также подходил под эту категорию. После того как магазин национализировали, он понял, что вскоре придёт и его черёд, покинул небольшой городок, где раньше жил, и устроился в другом месте помощником бухгалтера.

## Создание отряда
После вторжения немецких войск в Беларусь летом 1941 года и массовых расправ над еврейским населением Тувья, а также пришедшие домой из окружения Асаэль и Зусь, в декабре 1941 года создали в лесу недалеко от родной деревни еврейский партизанский отряд.
Двух братьев Бельских — Якова и Абрама — нацисты расстреляли ещё летом. 7 декабря родители и младшая сестра Бельских, а также Сила (жена Зуся) и их новорожденная дочь были расстреляны в числе 4000 местных евреев. Младший брат — 12-летний Арон — чудом избежал гибели и присоединился к старшим братьям.
Братья успели вывести в лес часть родственников, которые и составили костяк будущего отряда. Вначале в отряде было 17 человек, а из оружия — один пистолет с неполной обоймой. Командиром избрали Тувью Бельского.
В августе 1942 года за счёт пришедших из Новогрудского гетто отряд вырос до 250 человек. Осенью 1942 года отряд Бельских начал боевую деятельность и завоевал авторитет среди партизан. Тувья Бельский зарекомендовал себя как решительный и опытный командир. Всё это сыграло большую роль в официальном признании отряда Бельских со стороны руководителей советского партизанского движения. В феврале 1943 года отряд Бельских был включён в состав партизанского отряда «Октябрь» Ленинской бригады.

## Деятельность отряда
Командование отряда имело следующую структуру:
- Тувья Бельский — командир отряда;
- Асаэль Бельский — командир боевой группы, ответственный за разведку;
- Зусь Бельский — заместитель командира по разведке, ответственный за вооружённую оборону;
- Арон Бельский — связной с другими партизанскими отрядами, гетто и теми, кто помогал евреям скрыться из гетто и добраться до партизан;
- Лазарь Мальбин — начальник штаба (с 25 марта 1944 года — И. В. Шемятовец);
- Соломон Волковысский — начальник особого отряда;
- Танхель Гордон — заместитель командира по политической части (с января 1944 года);
- Элияху Бляхер — заместитель командира;
- Давид Брук — раввин.

Тувья, который владел несколькими языками и мог сойти за нееврея, часто пробирался к евреям в гетто, уговаривая людей бежать в лес. Он принимал всех евреев, включая женщин, стариков и детей. Тем не менее, отряд представлял собой серьёзную боевую силу, с которой были вынуждены считаться все — немцы, советские партизаны, окружающее население.
Главной своей задачей Тувья Бельский считал спасение как можно большего количества евреев. При всей своей ненависти к нацистам братья Бельские исходили из принципа, что в случае выбора «лучше спасти одну старушку-еврейку, чем убить десять немецких солдат»
Приведённым им в отряд узникам Лидского гетто Тувья Бельский сказал:

Друзья, это один из самых счастливых дней в моей жизни. Вот ради таких моментов я и живу: посмотрите, сколько людей сумело выбраться из гетто! Я ничего не могу вам гарантировать. Мы пытаемся выжить, но мы все можем погибнуть. И мы будем стараться сохранить как можно больше жизней. Мы принимаем всех и никому не отказываем, ни старикам, ни детям, ни женщинам. Нас подстерегает множество опасностей, но если нам суждено будет умереть, мы, по крайней мере, умрём как люди.
Отряд представлял собой целую деревню, которую называли «Лесной Иерусалим». В отряде была пекарня, кузница, кожевенный завод, баня, больница и школа. В отряде были скотники и музыканты, гончары, повара и портные. В отряде даже играли еврейские свадьбы, которые проводил раввин Давид Брук.
Члены отряда жили в землянках. Те, кто не был занят в боевых операциях, ремонтировали оружие, шили одежду и предоставляли другие услуги советским партизанам, получая взамен боеприпасы, еду и медикаменты. Подрывники отряда Бельских считались лучшими диверсантами и пользовались большим уважением в среде партизан.
После того, как весной 1943 года численность отряда выросла до 750 человек, ему было присвоено имя Орджоникидзе, и он стал частью партизанской бригады имени Кирова. Отношения с партизанами не всегда складывались лучшим образом, однако обижать членов отряда Бельского не рисковали — братья могли немедленно поставить под ружьё больше сотни бойцов, готовых защищать своих от любых посягательств. Немалую роль оказала поддержка отряда со стороны секретаря Барановичского подпольного обкома Коммунистической партии Беларуси Василия Чернышёва («генерала Платона»).
Главной проблемой была добыча пропитания для огромного числа людей. Крестьяне начали сотрудничать с партизанами после того, как поняли, что Бельские — не объект для охоты. Когда местный крестьянин выдал нацистам группу евреев, команда мстителей из отряда Бельских уничтожила его вместе со всей семьёй — они сожгли дом доносчика. В дальнейшем отряд Бельского был известен, в том числе и тем, что активно карал коллаборационистов. По воспоминаниям местных жителей, к Бельским многие относились хорошо. Клавдия Духовник из деревни Малая Изва рассказала, что Асаэль приказал вернуть крестьянам овцу, которую забрали партизаны, а Арон застрелил местного антисемита, который неоднократно насиловал женщин в округе.
Другие партизанские отряды неохотно принимали евреев, бегущих из гетто, были случаи, когда их отправляли обратно на верную смерть или даже расстреливали. Спасением для евреев был отряд Тувьи Бельского.
Немцы несколько раз атаковали лагерь, отряд отступал, но оказывал жёсткое вооружённое сопротивление. Во время самой крупной антипартизанской операции «Герман», которая началась 15 июля 1943 года, отряд перешёл на небольшой остров посреди болота, где немцы не сумели их достать.
После этого отряд всё-таки разделился на семейную и боевую части. Семейный лагерь, включавший на тот момент приблизительно 700 человек и названный «отряд имени Калинина», обосновался в Налибокской пуще; командовал им Тувья. Бойцы под командованием Зуся — «отряд имени Орджоникидзе» — вернулись в район Станкевичей. Асаэль возглавил отдел разведки в штабе бригады имени Кирова.
Самую жестокую атаку отряд выдержал накануне освобождения Беларуси. 9 июля 1944 года отступавшие немецкие части напали на партизан, десятки людей были ранены, девять человек погибли. На следующий день Красная Армия вошла в район Налибокской пущи.

### Результаты
Бельские сумели спасти от уничтожения 1230 евреев. Среди спасённых Бельскими были дедушка и бабушка зятя Трампа: Иосиф Кушнер и Раиса (Рая) Кушнер.
Все братья пережили оккупацию и дождались освобождения Беларуси Красной Армией. Вскоре Тувью вызвали в Минск, где он составил полный отчёт о деятельности своего отряда.
Как пишет доктор исторических наук Давид Мельцер, отряд «пустил под откос 6 вражеских эшелонов, шедших на фронт, взорвал 20 железнодорожных и шоссейных мостов, провёл 12 открытых боёв и засад, уничтожил 16 автомашин с живой силой, а всего — более 250 немецких солдат и офицеров». Зусь Бельский лично уничтожил 47 нацистов и коллаборационистов. За голову Тувьи немцы назначили награду в 100 000 рейхсмарок.

## После войны
В 1944 году после освобождения Беларуси Асаэль вместе с частью отряда вступил в Красную Армию и погиб в Германии незадолго до окончания войны. Его жена Хая, с которой они поженились в отряде, в это время была на последнем месяце беременности.
Есть свидетельства, что после окончания войны Тувья и Зусь подвергались преследованиям со стороны НКВД и в связи с этим бежали в Польшу. Но поляки враждебно относились к евреям после войны, и братья переехали в Палестину, жили в Рамат-Гане и Холоне. После создания государства Израиль Тувья и Зусь приняли участие в Войне за независимость.
В 1955 году Зусь и Тувья вместе со своими семьями и Ароном переехали в США и поселились в Бруклине (Нью-Йорк): Тувья стал водителем грузовика, а Зусь — владельцем нескольких такси.
Летом 1986 года спасённые братьями Бельскими люди организовали банкет в их честь в отеле «Хилтон» в Нью-Йорке. 600 человек стоя приветствовали аплодисментами 80-летнего Тувью Бельского. Тувья умер в декабре того же года. Вначале его похоронили на еврейском кладбище на Лонг-Айленде, но через год он был перезахоронен в Иерусалиме на кладбище Хар ха-Менухот после проведения воинских почестей на горе Герцля. Английский перевод написанных Тувьей Бельским на идише мемуаров (394 стр.) был подготовлен к изданию в 2011 году. Зусь Бельский умер в 1995 году. Арон с 1998 года со своей женой переехал в Палм-Бич во Флориде и на 2014 год проживал там.
Никаких официальных наград братья Бельские не получили. Из спасённых Бельскими людей по состоянию на конец 2008 года были живы 29 человек. Потомки спасённых насчитывают десятки тысяч человек. Сын Тувьи — Роберт Бельский — говорил о своём отце:

Когда он бывал на свадьбе или бар-мицве, он испытывал удовлетворение от того, что видел детей и внуков тех, кто выжил, — восстановление семей, которые не имели шансов сохраниться.
Оригинальный текст (англ.)When (he) attended parties like weddings and bar mitzvahs, his satisfaction was to see the children and the grandchildren of the survivors — the regeneration of families that never had the chance to survive.

В 2007 году Арон и его жена Хенрика были обвинены в мошенничестве. По словам их соседки Янины Заневской, супруги Белл (под этим именем Арон жил с момента приезда в США) похитили её и оставили в доме престарелых в Польше, а затем вернулись в Палм-Бич и потратили почти все деньги с её банковского счёта. Беллы заявили, что они просто помогали своей соседке, в том числе и с финансами, поскольку пожилая женщина становилась слабой и психически нестабильной. Они сказали, что Заневская как полька хотела вернуться на родину. После возвращения Заневской в США она заключила с Беллами соглашение о возврате ей 260 тысяч долларов. Судебного преследования Беллов не было. В 2009 году Арон Бельский был удостоен премии Федерации еврейских общин России «Человек года» в номинации «Мужество» за выдающийся вклад в победу над гитлеровской Германией.

## Потомки Бельских
У Тувьи Бельского в США живут два сына — Роберт и Мики, их дети и внуки. Два сына Зуся Бельского приехали в Израиль из США в октябре 1973 года и участвовали в Войне Судного дня. У Асаэля осталась дочь Асаэла, которая родилась уже после его гибели и была названа в его честь. В 1947 году её привезли в Израиль; по данным на 2020 год она проживала в Тель-Авиве, по профессии — журналист и публицист.
Внук Зуся — Илан Бельский — в 2008 году окончил университет в США, переехал в Израиль и поступил на службу в парашютно-десантные войска. Два других внука Зуся Бельского на 2008 год также служили в Армии обороны Израиля, ещё один внук — резервист.

## Обвинения в военных преступлениях
В 2001 году польский Институт национальной памяти обвинил некоторых членов отряда Бельского в резне в местечке Налибоки, расположенном в 120 километрах от Минска. В результате нападения партизан на это селение 8 мая 1943 года погибли 128 человек, в том числе три женщины, несколько подростков и десятилетний ребёнок.
Было установлено, что среди нападавших было несколько бойцов отряда Бельского. Однако сын Тувьи Роберт и некоторые оставшиеся в живых партизаны утверждали, что отряд Бельских не имел отношения к этому случаю, так как в тот день находился в 100 км от местечка и в Налибоках появился только в августе 1943 года.
Кроме того, в отчёте советских партизан было указано, что в том бою был уничтожен немецкий гарнизон самообороны. Было также установлено, что силы самообороны в Налибоках в виде вооружённой ячейки Армии Крайовой действовали под контролем оккупационных властей и сотрудничали с ними. По воспоминаниям узника Минского гетто и партизана Леонида Окуня, в 1943 году «очень много партизан погибло от рук этих аковцев, и с ними началась война».

## Братья Бельские в литературе и кино

### Книги
О судьбе братьев Бельских написано несколько книг:
- в 1949 году Тувья издал в Иерусалиме в переводе на иврит свои мемуары под названием «Лесные евреи». Полный текст мемуаров на идише (394 стр.) был обнаружен в архивах Еврейского научно-исследовательского института YIVO в Нью-Йорке, английское издание готовится к публикации в 2011 году[25].
- в 1994 году Нехама Тек[англ.], профессор социологии Коннектикутского университета, опубликовала книгу «Вызов. Партизаны Бельские» (англ. Defiance. The Bielski Partisans)[26].
- В 1998 году Алан Левин издал книгу Fugitives of the Forest: The Heroic Story of Jewish Resistance and Survival during the Second World War[27]/ Она была переиздана в октябре 2008 года издательством Lyons Press, ISBN 978-1-59921-496-2 и в 2010, ISBN 978-1-59921-968-4.
- в 2001 году дочь Асаэля Бельского издала книгу о своём отце и партизанском отряде Бельских.
- в 2003 году журналист Питер Даффи написал книгу «Братья Бельские» (англ. The Bielski Brothers)[28]. Издание на русском языке: Питер Даффи. Братья Бельские. М., Текст, 2011.

Книга Нехамы Тек базируется на воспоминаниях членов партизанского отряда и родственников Бельских, а книга Питера Даффи — на документальных данных, которые он собирал в Беларуси, Израиле и США. Нехама Тек пишет, что неоднократно обращалась к белорусским властям с просьбой допустить её к работе в архивах или прислать копии необходимых ей материалов, но не получила никаких ответов.

### Фильмы
О братьях Бельских было снято три фильма:
- Первый документальный фильм The Bielski Brothers вышел в 1993 году в Великобритании[30].
- В 2006 году в США на телеканале History[англ.] вышел документальный фильм The Bielski Brothers: Jerusalem in the Woods[31].
- В 2008 году в мировой прокат вышел голливудский художественный фильм Эдварда Цвика «Вызов» (англ. Defiance) с Дэниелом Крейгом, Львом Шрайбером и Джейми Беллом в главных ролях[32]. Фильм основан на книге Нехамы Тек[англ.].

## Увековечение памяти

### Замалчивание в советской и постсоветской историографии
В послевоенные советские годы в Беларуси деятельность евреев-партизан замалчивалась. В частности, в официальном справочнике «Партизанские формирования Белоруссии в годы Великой Отечественной войны (июнь 1941 — июль 1944)», изданном Институтом истории коммунистической партии в 1983 году, нет упоминания ни о братьях Бельских, ни об их отряде.
Участие евреев в партизанском движении было скрыто за формулировкой «другие национальности», хотя в одних только 14 еврейских партизанских отрядах и группах Белоруссии сражалось не менее 1650 бойцов, а всего в партизанских отрядах Беларуси находилось от 10 000 до 15 000 евреев.
Об отряде Бельских не упоминается также и в энциклопедическом однотомнике «Беларусь в Великой Отечественной войне (1941—1945)», вышедшем в 1995 году.

### Экспозиции в музеях
Постоянные экспозиции и архивные материалы, посвящённые деятельности партизанского отряда братьев Бельских существуют в ряде музеев, в частности в «Мемориальном музее Холокоста» (Вашингтон), «Мемориале Катастрофы и Героизма» (Иерусалим), Музее Новогрудского гетто (Музей еврейского сопротивления на Новогрудчине), в «Музее истории и культуры евреев Беларуси» (Минск) и других.
Экспозиция, посвящённая братьям Бельским, открылась в ноябре 2008 года во «Флоридском музее Холокоста» (англ. Florida Holocaust Museum).